# Heterotaxis microiridifolia
Heterotaxis microiridifolia là một loài thực vật có hoa trong họ Lan. Loài này được (D.E.Benn. & Christenson) Ojeda & Carnevali mô tả khoa học đầu tiên năm 2005.